# Орловка (Мордовия)
Орловка — деревня в Атяшевском районе Республики Мордовия. Входит в состав Атяшевского сельского поселения.

## География
Расположено на реке Пачка.

## История
Впервые упоминается в 1671 году при переписи мордвы Алатырского уезда как деревня Ермензина (Орловка тож). В «Списке населённых мест Симбирской губернии за 1863» Орловка удельная деревня из 23 дворов входящая в состав Ардатовского уезда.

## Население
| 2002 | 2010 |
| ---- | ---- |
| 13   | ↘1   |

Национальный состав
Согласно результатам Всероссийской переписи населения 2002 года, в национальной структуре населения русские составляли 100 %.